# Таинственный остров

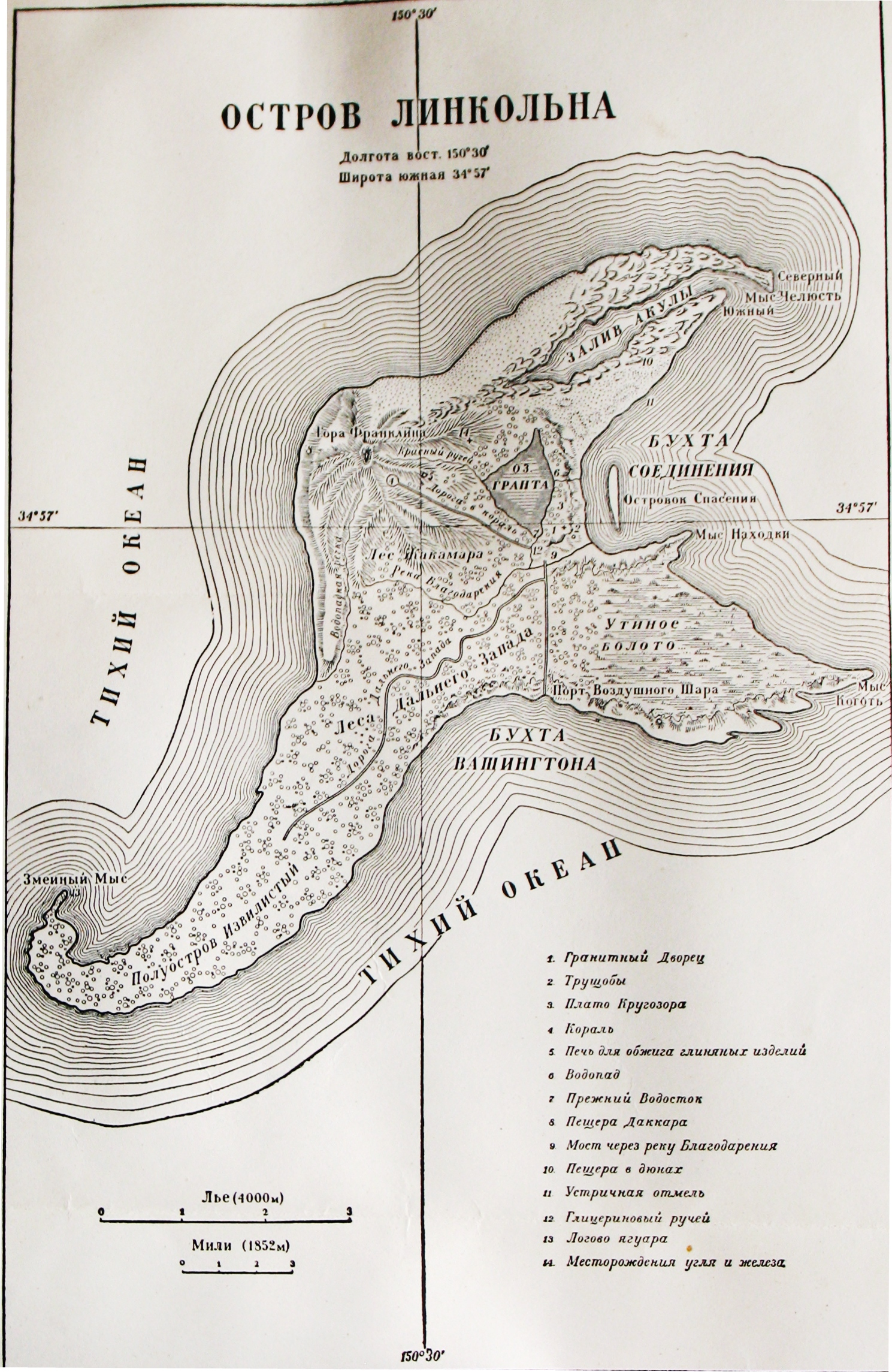
Карта острова. Координаты на карте.

«Таинственный остров» (фр. L'Île mystérieuse) — роман-робинзонада французского писателя Жюля Верна. Первая публикация с 1 января 1874 по 15 декабря 1875 года в «Magasin d’éducation et de récréation» (с фр. — «Журнал воспитания и развлечения»), который издавал Пьер-Жюль Этцель в Париже. Иллюстратором романа был Жюль-Декарт Фера (фр. Jules-Descartes Férat).
Книга представляет собой продолжение известных, ранее изданных, произведений Жюля Верна «Дети капитана Гранта» и «Двадцать тысяч льё под водой». В ней повествуется о событиях, происходивших на вымышленном острове, куда забросило на воздушном шаре несколько человек, бежавших из Америки в результате Гражданской войны. Основные персонажи — пятеро американцев, которые оказываются на необитаемом острове в Тихом океане, в Южном полушарии. Всего в романе 62 главы, разделённые на три части («Крушение в воздухе», «Покинутый», «Тайна острова»).

## Сюжет
Март 1865 года. Гражданская война в США. Южане собираются отправить из осаждённого Ричмонда воздушный шар для связи с генералом Ли, однако откладывают отправку из-за урагана. Захватив этот воздушный шар, пятеро смельчаков — северяне инженер Сайрус Смит, а также его собака Топ, репортёр Гедеон Спилет, слуга Сайруса Смита — негр Наб (Навуходоносор), моряк Бонавентур Пенкроф и его подопечный — 15-летний сирота Герберт Браун, сын капитана, — совершают побег.
Шар уносит ураганом далеко в просторы Тихого океана, и он падает у неизвестного берега. Найдя упавшего в море Смита, герои поднимаются на ближайшую гору и убеждаются что попали на необитаемый остров. Согласно расчётам Смита остров лежит в Южном полушарии очень далеко от ближайших населённых земель. Беглецы не падают духом, провозглашают себя «колонистами» острова и называют его в честь президента Линкольна. Оказавшись на острове с голыми руками, они изготавливают орудия труда. С помощью самодельной взрывчатки они осушают пещеру в скале и создают там жилище — «Гранитный дворец», выходящий окнами на море. Вскоре колонисты благодаря своему трудолюбию и знаниям не ведают нужды ни в еде, ни в одежде, ни в тепле, ни в уюте. Во время трапезы Пенкроф ломает зуб о железную дробинку в мясе добытой на охоте свиньи. Колонисты убеждаются, что они не одни на острове.
Однажды, возвращаясь в Гранитный дворец, они видят, что внутри их дома хозяйничают обезьяны. Через некоторое время, словно под влиянием безумного страха, обезьяны начинают выпрыгивать из окон, а чья-то рука выбрасывает путешественникам верёвочную лестницу, которую обезьяны ранее втянули в окно. Внутри дворца колонисты находят ещё одну обезьяну — орангутана, которого оставляют у себя, назвав его Юпитером. В дальнейшем Юп становится людям другом, слугой и помощником.
Спустя некоторое время поселенцы находят на берегу моря ящик с инструментами, огнестрельным оружием, различными приборами, одеждой, кухонной утварью и книгами. Они недоумевают, откуда могла взяться такая находка. По карте, также оказавшейся в ящике, они обнаруживают, что рядом с их островом расположен другой, маленький, остров — Табор. Моряк Пенкроф загорается желанием посетить этот клочок суши. Колонисты строят бот, назвав его «Бонавентур» (по имени Пенкрофа) и отправляются в пробное плавание. Огибая остров, они находят бутылку с запиской, где говорится, что потерпевший кораблекрушение человек ждёт спасения на острове Табор. Добравшись до острова, Пенкроф, Гедеон Спилет и Герберт обнаруживают там потерявшего человеческий облик моряка. Колонисты берут спасённого с собой на остров Линкольна. В обратном плавании моряк помогает новым друзьям, пробивая фальшборт и выпуская наружу затопившую палубу воду. На острове Линкольна моряк постепенно приходит в себя, но сторонится своих спасителей. Вскоре рассказывает свою историю: его зовут Том Айртон, он был оставлен на острове Табор, пойдя на сделку с хозяином яхты «Дункан» — лордом Гленарваном, которого едва не погубил в дебрях Австралии. Гленарван обещал, что когда-нибудь вернётся за Айртоном. Эта история не изменяет доброжелательного отношения колонистов к Айртону.

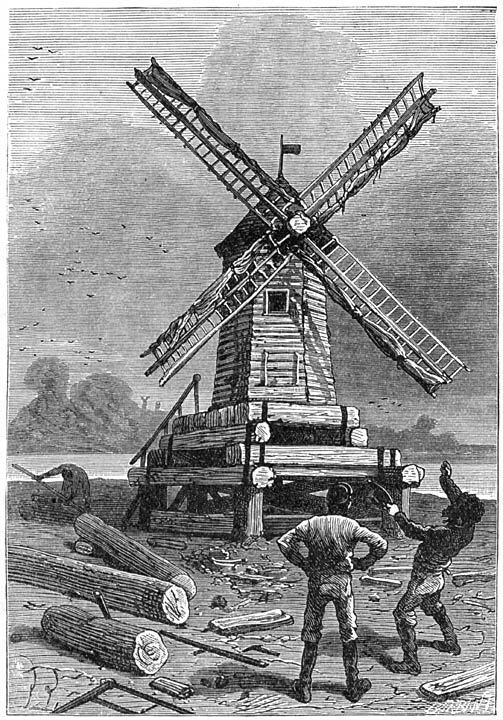
Мельница на острове Линкольна (иллюстрация Жюля Фера)

Проходит три года. Поселенцы уже собирают богатые урожаи пшеницы, выращенной из единственного зёрнышка, три года назад обнаруженного в кармане у Герберта. Они построили мельницу, птичник, скотный двор (кораль); из шерсти муфлонов сделали новую тёплую одежду и одеяла; полностью обустроили своё жилище и даже провели из кораля в Гранитный дворец электрический телеграф. Смит и Спилет размышляют о таинственном незнакомце, который живёт на острове и время от времени помогает колонистам.
Однажды у берега острова появляется бриг, на мачте которого развевается чёрный флаг. Корабль встаёт на якорь. Под покровом ночи Айртон пробирается на борт и обнаруживает там свыше полусотни пиратов, в том числе из своей бывшей шайки. Решив пожертвовать собой ради колонистов, Айртон пытается подорвать пороховой погреб, но его замечает командир корабля, Боб Гарвей. Наутро с корабля спускают две шлюпки. Поселенцы подстреливают троих пиратов в первой шлюпке, и она возвращается обратно, вторая же пристаёт к берегу. Шестеро пиратов высаживаются и скрываются в лесу. Бриг подходит ближе к берегу, паля из пушек, но внезапно под ним вздымается столб воды, и он тонет вместе со всей командой. Колонисты разбирают останки брига и находят корпус подводной мины, которая потопила корабль.
Колонисты решают не убивать пиратов, а дать им шанс начать мирную жизнь. Айртон, отправившийся в кораль, исчезает. Его друзья отправляются на поиски и вступают в бой с пиратами, Смит убивает одного, но Герберт получает тяжёлое ранение. Герои отсиживаются в корале, пока от Наба не приходит весть, что бандиты разорили и сожгли их хозяйство. Колонисты переносят Герберта в Гранитный дворец. Он заболевает тяжёлой формой малярии, но таинственный незнакомец оставляет хинин, который спасает юношу от неминуемой смерти. После его выздоровления поселенцы отправляются на поиски пиратов. Они находят в корале полуживого Айртона, а неподалёку — трупы разбойников, убитых неизвестным оружием. Айртон сообщает, что пираты захватили его и держали в пещере, намереваясь склонить на свою сторону. Он не знает, как оказался в корале, кто перенёс его из пещеры и убил пиратов. Также он сообщает, что пираты украли «Бонавентур» и вышли на нём в море, но, не умея управлять кораблём, разбили бот о прибрежные рифы.
Однажды вечером обитатели Гранитного дворца получают сообщение по телеграфу, который они провели от кораля до своего дома. Их срочно вызывают в кораль. Там они находят записку с указанием идти вдоль дополнительного провода. Кабель приводит их в огромную пещеру, где они поднимаются на борт подводного корабля «Наутилус» и находят на его борту умирающего старика. Это капитан Немо, бывший индийский принц Даккар. Он боролся за независимость своей родины против английских колонизаторов, но потерпел поражение и стал изгнанником. Его спутники умерли, «Наутилус» из-за поднявшегося дна пещеры никогда не сможет выйти в море. Немо в водолазном снаряжении проникал под водой в Гранитный дворец, подслушивал разговоры колонистов и стал их таинственным благодетелем.

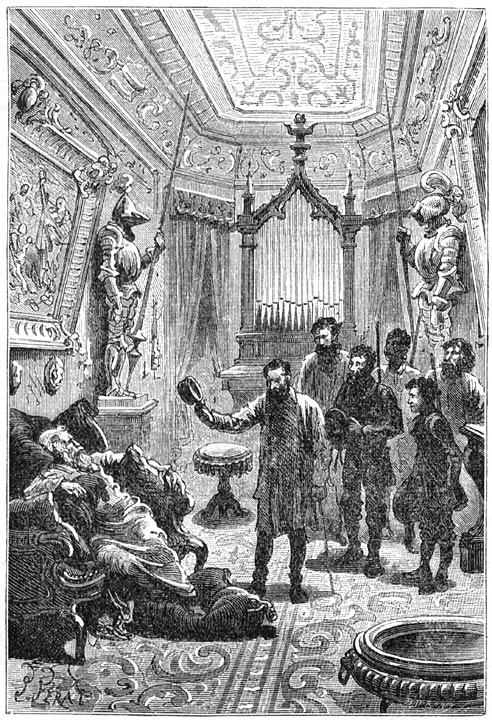
Колонисты на борту «Наутилуса» (иллюстрация Жюля Фера)

Перед смертью капитан Немо дарит своим новым знакомым ларец с драгоценностями и предупреждает инженера Сайруса Смита, что при извержении вулкана остров неминуемо взорвётся. Исполняя последнюю волю капитана Немо, поселенцы после его смерти задраивают люки подводной лодки и опускают её под воду.
9 марта 1869 года пробуждается вулкан — гора Франклина. Колонисты принимаются за постройку большого корабля, который сможет доставить их до обитаемой земли. Происходит извержение лавы, на острове начинается апокалипсис. Колонисты готовы к спуску корабля, но морская вода проникает в жерло вулкана и остров буквально взлетает на воздух, от него остаётся лишь небольшой риф в океане. Колонистов, отбрасывает в море, они чудом остаются живы, их корабль погиб, как и орангутан Юп. Больше десяти дней колонисты сидят на осколке скалы, умирая от голода и жажды и уже ни на что не надеясь. Но неожиданно они видят корабль на горизонте. Это яхта «Дункан» лорда Гленарвана, который приходит им на помощь.
Как выясняется, капитан Немо, когда ещё бот «Бонавентур» был в сохранности, сходил на нём на остров Табор и оставил Гленарвану записку с координатами острова Линкольна, «где находятся в настоящее время Айртон и ещё пятеро потерпевших крушение».
Вернувшись в Америку, колонисты на драгоценности, подаренные капитаном Немо, покупают большой участок земли и живут на нём коммуной — так же, как жили на острове Линкольна.

## Персонажи

### Главные герои
- Сайрус (Сайрес) Смит — талантливый инженер и учёный, душа и руководитель отряда путешественников.
- Наб (Навуходоносор) — негр, бывший раб, добровольный слуга Сайруса Смита.
- Гедеон Спилет — военный журналист и друг Смита, энергичный и решительный человек. Страстный охотник.
- Бонавентур Пенкроф — моряк, добрый и прямолинейный человек, предприимчивый смельчак, «мастер на все руки». Заядлый курильщик.
- Герберт (Харберт) Браун — оставшийся сиротой сын капитана корабля, на котором плавал Пенкроф. Проявил глубокие познания в естественных науках.
- Том Айртон — шестой колонист, привезённый Спилетом, Пенкрофом и Гербертом из путешествия на остров Табор. Вначале представлял собой одичалое существо, почти потерявшее рассудок. После того как разум к нему вернулся, постоянно терзался комплексом вины за содеянное ранее (см. «Дети капитана Гранта»).
- Топ — верный пёс Сайруса Смита.
- Юп (Юпитер) — орангутан, приручённый после нашествия обезьян на Гранитный дворец.

### Капитан Немо
Капитан Немо незримо помогает колонистам. Он спасает Сайруса Смита в самом начале романа, подбрасывает ящик с инструментами.
Когда бот ночью в бурю возвращался с острова Табор, плывших на нём спас костёр, который, как они думали, разожгли их друзья. Однако оказалось, что путеводный огонь на берегу не был делом рук колонистов, оставшихся на острове. Выясняется также, что Айртон не бросал в море бутылку с запиской. Поселенцы не могут объяснить этих таинственных событий. Они всё больше склоняются к мысли, что кроме них на острове Линкольна, как они его окрестили, живёт ещё кто-то — их таинственный благодетель, который приходит на помощь в критических, самых опасных ситуациях, спасая их жизни. Они даже предпринимают поисковую экспедицию в надежде обнаружить место его пребывания, но поиски заканчиваются безрезультатно.
В битве с пиратами Герберта серьёзно ранят неподалёку от кораля, и друзья остаются там, не имея возможности двинуться в обратный путь с находящимся при смерти юношей. Через несколько дней они всё же отправляются в Гранитный дворец, но в результате перехода у Герберта начинается злокачественная малярия, он находится при смерти. В очередной раз в их жизнь вмешивается провидение, и рука их доброго таинственного спасителя подбрасывает им необходимое лекарство (хинин). Герберт полностью выздоравливает. В конце оказывается, что на острове Линкольна нашёл себе приют капитан Немо, а также выясняется, что с ним произошло.

## В массовой культуре

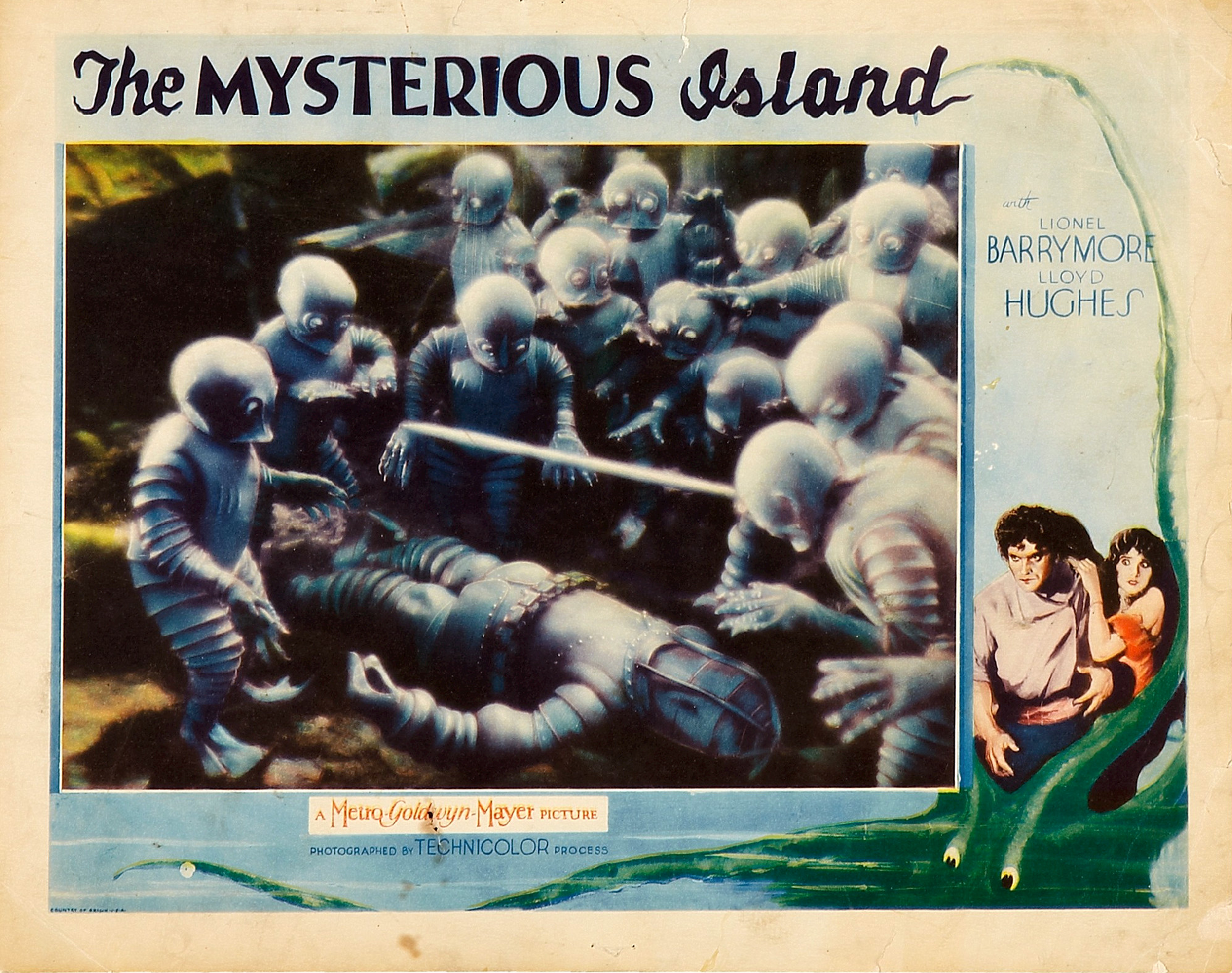
Постер к фильму «Таинственный остров» 1929 года

### Фильмы
- 1929 — Таинственный остров
- 1941 — Таинственный остров
- 1951 — Таинственный остров[англ.]
- 1961 — Таинственный остров
- 1966 — Похищенный дирижабль Карела Земана соединил два романа Жюля Верна «Два года каникул» и «Таинственный остров».
- 1973 — Таинственный остров  с Омаром Шарифом в роли капитана Немо.
- 1995 — Таинственный остров[англ.]
- 2005 — Таинственный остров
- 2012 — Путешествие 2: Таинственный остров
- 2012 — Таинственный остров Жюля Верна[англ.]

### Игры
- 1993 — Некоторые локации Myst вдохновлены произведением Жюля Верна[1].
- 2004 — Return to Mysterious Island
- 2009 — Return to Mysterious Island 2

### Издание на русском языке
- Верн Ж. Собрание сочинений: в 12 томах / Под ред. Б. А. Агапова, Ю. И. Данилина, Д. И. Щербакова. Пер. Н. Немчиновой и А. Худадовой под ред. О. Моисеенко. — М.: Государственное издательство художественной литературы, 1956. — Т. 5: Таинственный остров. — 656 с.

### Научные и научно-популярные работы
- Андреев К. К. Жюль Верн // Верн Ж. Собрание сочинений: в 12 томах / Под ред. Б. А. Агапова, Ю. И. Данилина, Д. И. Щербакова. — М.: Государственное издательство художественной литературы, 1954. — Т. 1: Пять недель на воздушном шаре. С Земли на Луну. Вокруг Луны. — С. 5—42.
- Андреев К. К. Три жизни Жюля Верна. — М.: Молодая гвардия, 1956. — 311 с. — (Жизнь замечательных людей).
- Брандис Е. П. Таинственный остров // Верн Ж. Собрание сочинений: в 12 томах / Под ред. Б. А. Агапова, Ю. И. Данилина, Д. И. Щербакова. — М.: Государственное издательство художественной литературы, 1956. — Т. 5: Таинственный остров. — С. 619—623.
- Казанцев А. П. Трилогия великой веры в Человека // Верн Ж. Собрание сочинений: в 12 томах / Под ред. Б. А. Агапова, Ю. И. Данилина, Д. И. Щербакова. — М.: Государственное издательство художественной литературы, 1956. — Т. 5: Таинственный остров. — С. 624—647.
- Прашкевич Г. М. Жюль Верн. — М.: Молодая гвардия, 2013. — 357 с. — (Жизнь замечательных людей; вып. 1416). — ISBN 978-5-235-03599-7.
- Харченко В. К. «Инженеринг» Жюля Верна // Нева. — 2016. — № 4. — С. 181—188.
- Чекалов К. А. Трудности и загадки переводов «Таинственного острова» // Шаги/Steps. — 2019. — Т. 5, № 3. — С. 138—152. — doi:10.22394/2412-9410-2019-5-3-138-152.